# Gilles Ier de Laval-Montmorency
Gilles Ier de Laval-Montmorency, seigneur de Loué, de Bressuire, Maillé, la Roche-Courbon, la Motte-Saint-Heraye et de Pont-Château, vicomte de Brosse.

## Famille
Fils de Pierre de Laval-Montmorency, il avait épousé vers 1500 Françoise de Maillé, fille aînée de François, seigneur de Maillé, de la Roche-Courbon, vicomte de Tours et de Brosse. Il eut deux fils et une fille. Renée Barjot, sa seconde femme, ne lui donna point d'enfants. Elle vivait en 1559. Les enfants du 1er couple furent:
- René de Laval, seigneur de Bressuire, vicomte de Brosse, marié, le 11 mars 1551, avec Jeanne de Brosse, dite de Bretagne, sœur de Jean IV de Brosse, comte de Penthièvre et de Périgord. Il mourut peu après, avant son père ;
- Gilles II ;
- Anne, mariée, le 13 janvier 1530, à Philippe de Chambes, seigneur de Montsoreau, du Lion d'Angers, etc.

## Histoire
Il plaidait, en 1514 avec Françoise de Maillé, sœur de sa femme, pour la garantie de quelques terres. Il mourut avant 1552. 